# Josh MacNevin
Josh MacNevin, född 14 juli 1977 i Calgary, är en kanadensisk före detta professionell ishockeyspelare. Han värvades till AIK ifrån Växjö Lakers som han spelade i två säsonger. 
Han började sin karriär med att spela i Vernon Vipers i BCHL. Efter det spelade han i fyra år för Providence College i NCAA. Han spelade under säsongen 1999/2000 tio matcher för Albany River Rats i AHL som är farmarlag åt Carolina Hurricanes. 
Efter det har han gått mellan flera olika klubbar; Charlotte Checkers (ECHL), Birmingham Bulls (ECHL), HC Fassa (Italien), Bakersfield Condors (WCHL), EK Zell am See (Österrike), EV Eisbären Regensburg (Tyskland) och ERC Ingolstadt (DEL).